# 성역전
성역전(性逆轉, sex reversal)은 생물학적 성별이 유전자와 다르게 결정되는 일이다. 인간의 경우 성염색체가 일반적인 조성을 가지고 있으나 표현형이 반대인 경우 불임이 되지만, 동물의 경우에는 성역전된 개체가 생식능력을 갖는 경우가 많이 존재한다.

## 같이 보기
- 성결정계
- 성전환
- 성분화 이상